# 黑子 (歌舞伎)
黑子，通常又叫黑衣（黒衣（くろご）），是指歌舞伎中，身著黑衣並負責舞台佈置的演員。黑子除了身著黑衣外，還要用黑布蒙面。有些西方電影更將黑子與忍者混為一談。
另外，除了穿黑衣外，在表現水場面則穿藍衣（波衣（なみご））、白雪場面則穿白衣（雪衣（ゆきご））等等，一般都泛稱黑子。 